# Carl Friedrich Stumm
Carl Friedrich Stumm (* 10. Januar 1798 in Abentheuer; † 24. Februar 1848 in Neunkirchen) war ein preußischer Unternehmer in der Montanindustrie.

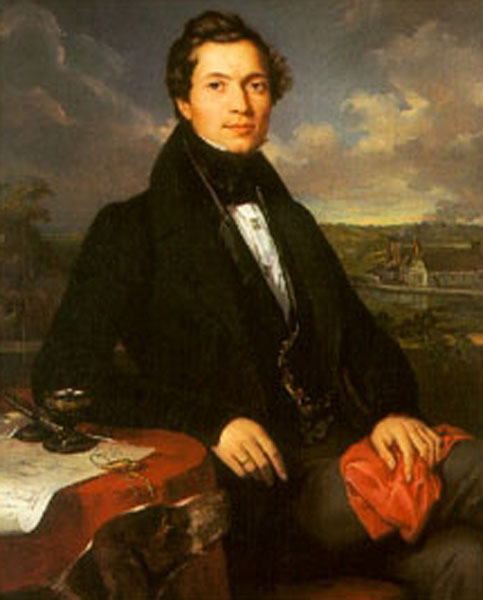
Carl Friedrich Stumm, Gemälde von Louis Krevel aus dem Jahr 1836, im Hintergrund das Werk in Neunkirchen

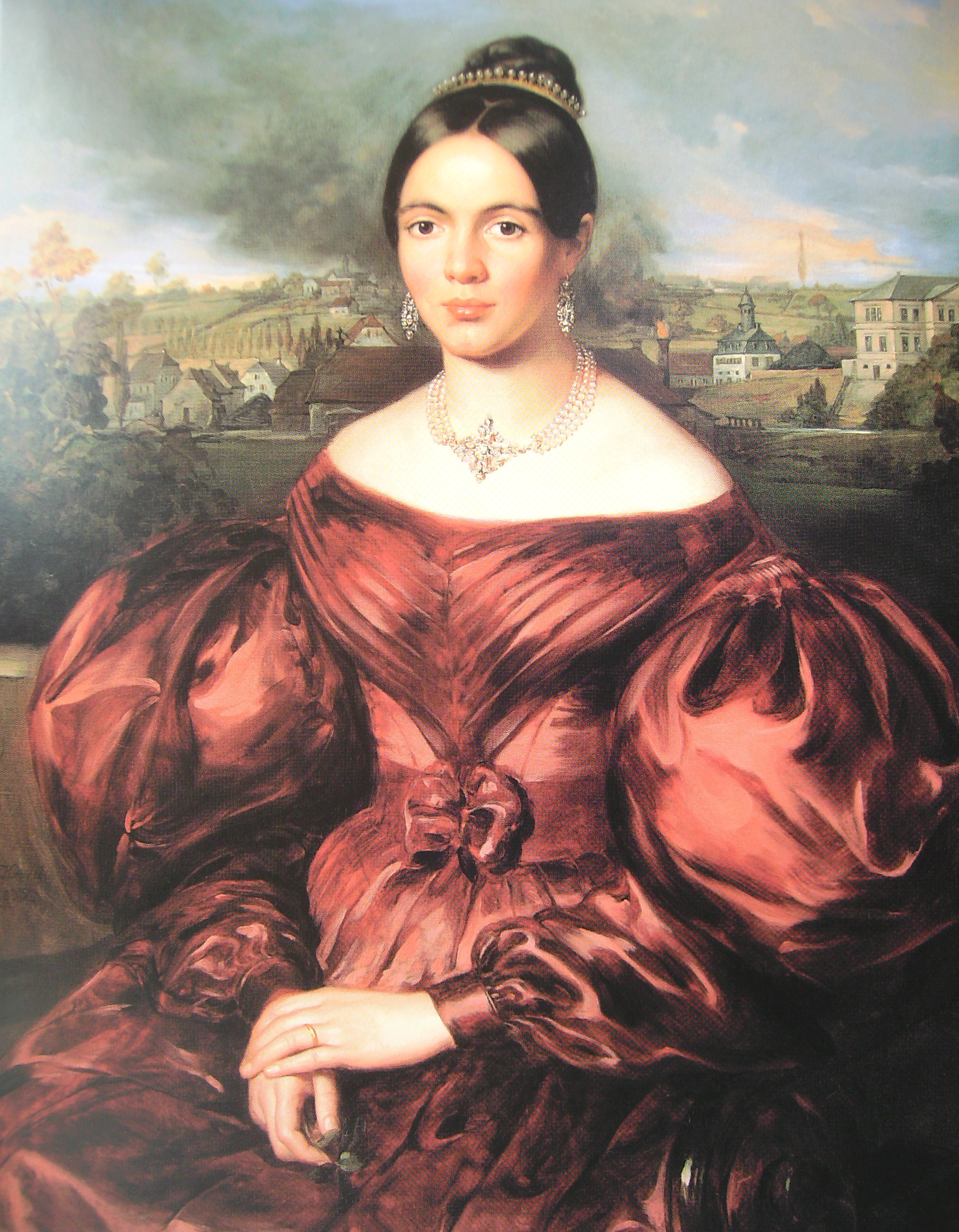
Marie-Luise Stumm geb. Böcking, Gemälde von Louis Krevel aus dem Jahr 1835, im Hintergrund das Wohnhaus

## Leben
Er stammte aus der montanindustriellen Familie Stumm. Der Vater war Friedrich Philipp Stumm und die Mutter Maria Elisabeth (geb. Geib). 1802 übersiedelte der Vater Friedrich Philipp Stumm nach Saarbrücken und gründete 1806 im Verbund mit seinen Brüdern in Saarbrücken das Montanunternehmen Gebrüder Stumm. 
Carl Friedrich absolvierte seit 1818 eine hüttenmännische Ausbildung an der Bergakademie Freiberg und seit 1820 in Berlin. 
Carl Friedrich trat 1825 in das Familienunternehmen ein und war im Neunkircher Eisenwerk tätig. Der Vater hatte 1828 nach dem Tod bzw. Ausscheiden seiner beiden Brüder die Führung des Unternehmens allein übernommen und beteiligte den Sohn daran. Der Vater hielt zu dieser Zeit 5/6 und der Sohn 1/6 der Anteile.
Seit 1824 interessierte sich Carl Friedrich für das neue Puddelverfahren. Nach einer Reise nach Wales zur Besichtigung moderner Anlagen führte die Firma im Jahr 1829 das Puddelverfahren zunächst versuchsweise und ab 1833 im Dauerbetrieb ein. Carl Friedrich war einer der treibenden Kräfte bei der Einführung des neuen Produktionsverfahrens im Saarrevier. Teilweise wurde seine durchaus kostenintensive innovative Investitionstätigkeit durch den Vater bis zu dessen Tod noch gehemmt. 
Er heiratete 1834 Marie Luise Böcking (1813–1864). Damit festigte er die Beziehung der Stumms zur Familie Böcking. Auch waren mit der Heirat gute Beziehungen zum preußischen Königshaus verbunden. Aus der Ehe gingen acht Kinder hervor.
Nach dem Tod seines Vaters 1835 fielen die Werke im Hunsrück an dessen Schwiegersohn Heinrich Böcking. Allerdings blieb die Zusammenarbeit der beiden Schwäger sehr eng. Carl Friedrich bekam die Werke an der Saar, darunter auch das Werk in Neunkirchen. Dort wurde der Betrieb von Holzkohle endgültig auf Steinkohle umgestellt. Seit 1836 wurden auch Dampfmaschinen eingesetzt. 
Die Familie übersiedelte 1839 von Saarbrücken nach Neunkirchen in ein repräsentatives Herrenhaus. Seit 1837 ließ er darum einen weitläufigen Landschaftsgarten mit Grotten, einem Privatfriedhof, einer Schweizerei und anderen Bestandteilen anlegen. Zum Gedenken an die Vorfahren ließ er 1844 eine gusseiserne Stele errichten. Eine zweite gusseiserne Stele ziert den Privatfriedhof der Familie. Nach seinem Tod setzte seine Witwe den Ausbau des Parks fort und ließ eine Kapelle errichten. Die Stelen und die Stummsche Kapelle sind frühe Zeugnisse des neugotischen Stils im Saarrevier.
Carl Friedrich stellte 1842 Ferdinand Steinbeis als Direktor an. Stumm war vor allem für den kaufmännischen Bereich zuständig, während Steinbeis sich um die technische Entwicklung kümmerte. Dieser war treibende Kraft weiterer technischer Innovationen und sozialer Verbesserungen. Im Jahr 1844 erwarb das Unternehmen große Erzfelder an der Lahn. Im Jahr 1847 wurde ein neues großes Walzwerk errichtet. Stumm kontrollierte als Großaktionär auch die Dillinger Hütte. 
Er hatte in den letzten Jahren gesundheitliche Probleme. Er nahm Anfang 1848 den Bruder seiner Frau, Carl Bernhard Böcking (1815–1895), als Teilhaber in die Firma auf. Im selben Jahr beging er Selbstmord. Dabei spielten wirtschaftliche Probleme während der aktuellen wirtschaftlichen Krise, familiäre oder gesundheitliche Gründe eine Rolle. Seine Frau hatte wahrscheinlich ein Verhältnis mit dem Hauslehrer der Kinder, Heinrich Hodler, den sie später heiratete. Bei seinem Tod hatte Carl Friedrich ein Vermögen von über einer Million Taler. Die Witwe Marie Luise (geb. Böcking) übergab die Leitung des Unternehmens an ihren Bruder Carl Bernhard Böcking. Später übernahm der älteste Sohn Carl Ferdinand Stumm die Führung. Die Geschwister profitierten als stille Teilhaber an den Erträgen.
Kinder aus der Ehe mit Marie Luise geb. Böcking:
- Carl Ferdinand von Stumm-Halberg (1836–1901), Montanindustrieller, freikonservativer Politiker und Reichstagsabgeordneter
- Friedrich Adolf von Stumm (1838–1914), preußischer Rittmeister, Vater des Wilhelm von Stumm
- Ferdinand Eduard von Stumm (1843–1925), Diplomat, deutscher Botschafter in Madrid
- Hugo Rudolf von Stumm (1845–1910), Montanindustrieller

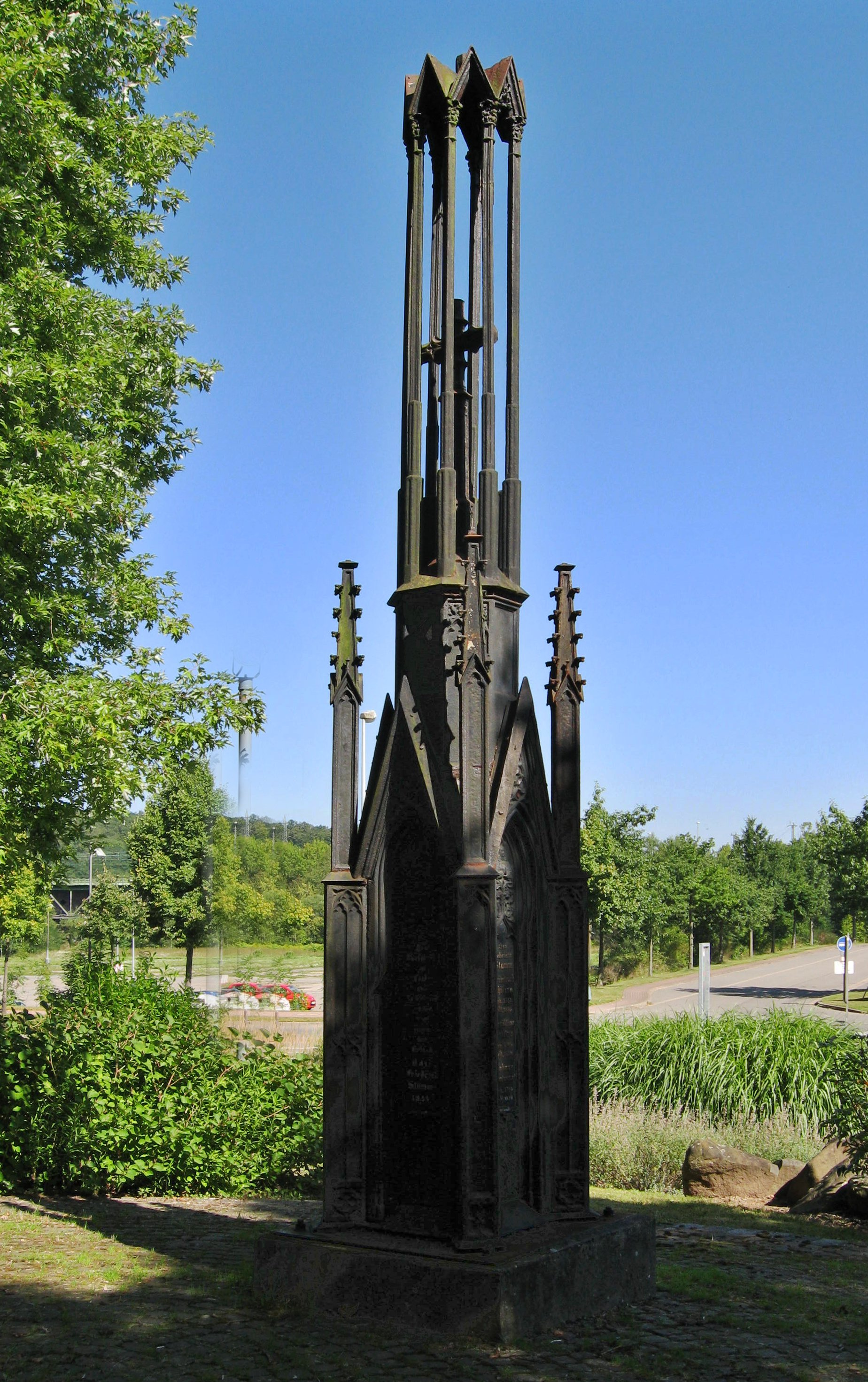
Denkmalstele Carl Friedrich Stumms in Neunkirchen, Lindenallee
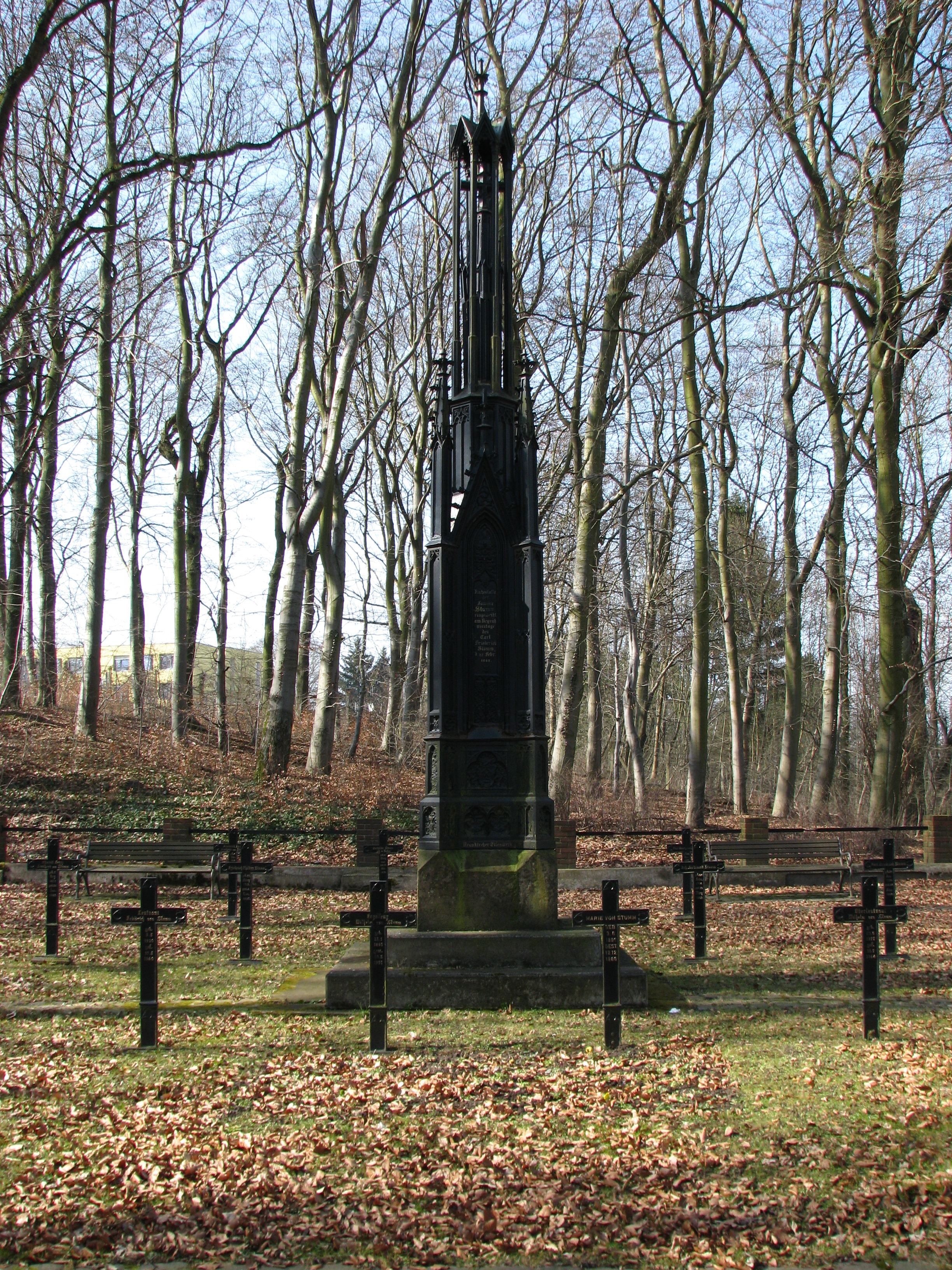
Grabstele Carl Friedrich Stumms in Neunkirchen, Sinnerthaler Weg
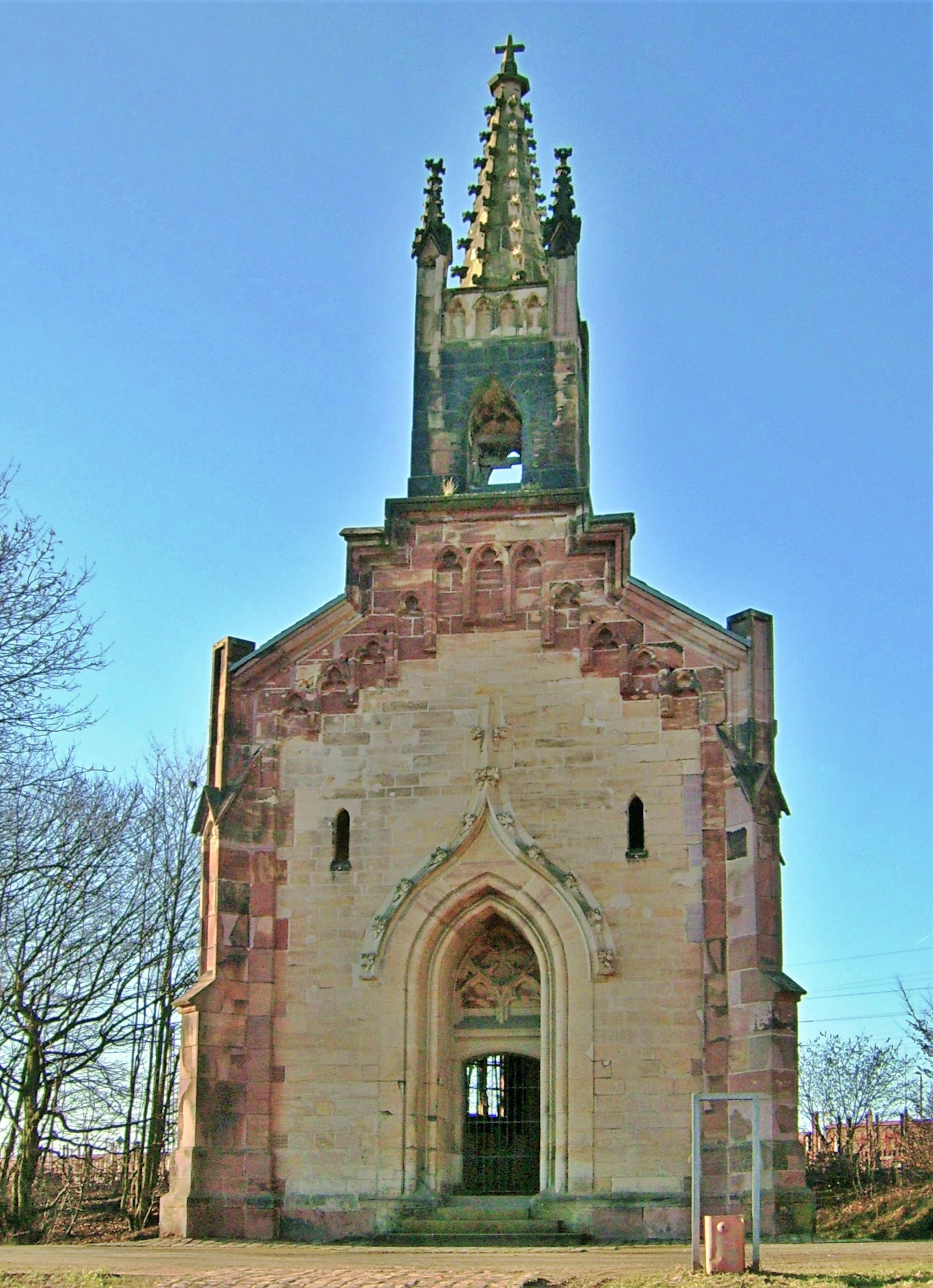
Stummsche Kapelle in Neunkirchen, Lindenallee